# 루버

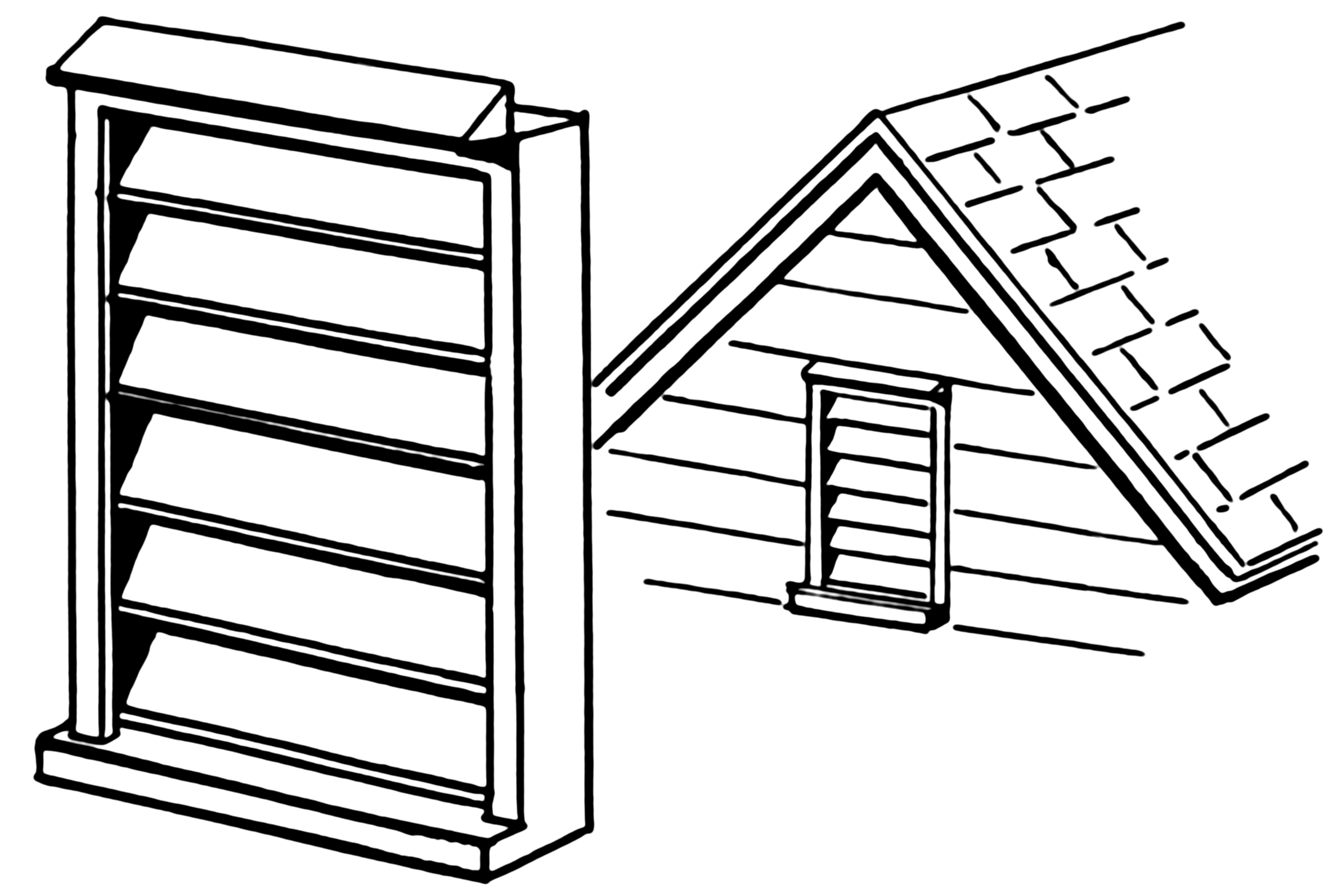

루버(미국 영어: louver, 영국 영어: louvre)는 빛이나 공기가 들어오게끔 각도가 잡히면서 비와 직사광이 들어오지 않도록 하는, 수평으로 된 평판이 있는 윈도 블라인드나 샷다이다. 평판의 각도는 블라인드나 창에서 보통 조정이 가능하며, 그 외에 고정인 것도 있다.
루버는 중세에서 기원하였다.

## 같이 보기
- 공기조화